# Congreso de los Sóviets de Toda Ucrania
El Congreso Panucraniano de los Sóviets (en ucraniano: Всеукраїнський з'їзд Рад; en ruso: Всеукраинский съезд Советов) fue el máximo órgano estatal del poder legislativo de la República Socialista Soviética de Ucrania entre 1917 y 1938. La Constitución de la República Socialista Soviética de Ucrania designada poco después después de la Constitución rusa de 1918 estipuló que el Congreso se convocara al menos dos veces al año. La Constitución de 1926 (en correspondencia con todas las constituciones soviéticas) redujo el mínimo a una vez al año.
En total hubo 14 convocatorias del Congreso de los Sóviets, que durante la mayor parte del tiempo tuvieron lugar en Járkov.

## Descripción
Tras el final de la Guerra Civil Rusa y la intervención militar extranjera, el partido gobernante de los bolcheviques continuó utilizando activamente la forma soviética de dictadura del proletariado en su política interna en Ucrania. La formación de la composición y la estructura del Congreso de los Sóviets de Ucrania, el Comité Ejecutivo Central Panucraniano y su Presídium continuó llevándose a cabo con la ayuda de un sistema electoral antidemocrático y de múltiples etapas bajo la dirección de los órganos del Partido Bolchevique. Según la Constitución de 1919 de la República Socialista Soviética de Ucrania, el derecho electoral activo y pasivo en las elecciones de los sóviets locales se concedía solo a los trabajadores, soldados y marineros, así como a los extranjeros que pertenecían a la clase obrera y al campesinado obrero (artículo 20).
Privados del derecho al voto, "incluso si pertenecen a una de las categorías anteriores" y tildados como lishentsy, fueron aquellas personas que empleaban mano de obra asalariada con propósito de obtención de ganancias, rentistas, comerciantes privados, intermediarios comerciales, monjes y clérigos, funcionarios y agentes de la policía zarista, miembros de la Dinastía Románov, trastornados mentales y los que están bajo tutela, así como los sentenciados por crímenes. La legislación constitucional de la RSFS de Rusia y de otras repúblicas de la Unión Soviética privaron del derecho de voto y de ser elegidos a esas categorías de personas por condiciones políticas y laborales. Más tarde, esas restricciones se expandieron a campesinos  que se consideraban kuláks y a participantes activos de protestas contra el régimen soviético, ex-petluritas, "bandidos de cualquier tipo", desertores y otros enemigos del régimen soviético.

## Historia

### Primer Congreso (Kiev)
El primer Congreso de los Sóviets  tuvo lugar inicialmente en Kiev el 17 de diciembre (4 de diciembre en el calendario juliano) de 1917 en la sala del Teatro M.Sadovski. Más de 2500 delegados participaron en el congreso. El Congreso fue convocado por el sóviet regional de Kiev de diputados obreros y soldados a petición de las organizaciones bolcheviques de Ucrania. Al mismo tiempo, del 16 al 18 de diciembre de 1917 se celebró en Kiev un congreso regional de bolcheviques de Ucrania. El Congreso bolchevique creó un partido político unido de Ucrania, el "RSDLP (b) - Socialdemocracia de Ucrania", encabezado por el Comité Principal.[cita requerida]
El primer tema abordado fue la elección del presídium del Congreso, encabezado por el presidente honorario del congreso Myjailo Hrushevski. La cuestión central en la agenda del congreso fue el "Ultimátum del Consejo de Comisarios del Pueblo de Rusia a la Rada Central Ucraniana".  El 18 de diciembre de 1917, el congreso condenó el ultimátum. El líder de la facción bolchevique y miembro del comité de organización Volodýmyr Zatonski anunció que había un malentendido ya que demasiados delegados estaban presentes en el congreso sin derecho a voto. Zatonski propuso anunciar una pausa y verificar las credenciales de todos los delegados. Como respuesta a la propuesta, el líder de la Asociación Campesina Mykola Stasyuk declaró que el comité regional de los Sóviets de Diputados Obreros y Soldados deseaba falsificar la voluntad del pueblo ucraniano dando preferencia a los trabajadores y soldados. Por ello, el comité central de la Asociación Campesina se ocupó por su parte de incrementar la representación campesina en el congreso. Después de eso, los bolcheviques propusieron reconocer el congreso como una reunión consultiva. Cuando la propuesta fue rechazada, los 127 simpatizantes de los bolcheviques abandonaron el congreso en señal de protesta. El resto de delegados participantes reconocieron a la asamblea como un congreso competente. El 18 de diciembre de 1917, los 124 delegados de 49 bolcheviques que abandonaron el Congreso de Kiev se reunieron en una reunión separada en la Oficina Central de Sindicatos de Kiev.

### Primer Congreso (Járkov)
El 21 de diciembre de 1917, los Guardias Rojos de la RSFS de Rusia dirigidos por Vladímir Antónov-Ovséyenko, ocuparon Járkov. En la noche del 22 de diciembre de 1917, los guardias rojos rusos, con apoyo de los bolcheviques locales, desarmaron las unidades militares ucranianas y arrestaron a los líderes del ayuntamiento y la guarnición de Járkov. El 23 de diciembre de 1917, los bolcheviques establecieron un revkom (comité revolucionario). La sede de una Guardia Roja local se estableció el 14 de diciembre de 1917 y estaba ubicada en el edificio de la Bolsa de Valores en la Plaza del Mercado (hoy Ploscha Konstytutsii o Plaza de la Constitución).
Del 24 al 25 de diciembre de 1917, en el edificio de la Asamblea Noble de Járkov (Plaza del Mercado) se celebró otro Primer Congreso de los Sóviets. El congreso reunió inicialmente a 964 participantes, cantidad de los cuales luego creció a 1 250. El congreso examinó varios temas: las actitudes hacia la Rada Central Ucraniana, la guerra y la paz, así como la organización de la fuerza militar, Ucrania y la Rusia Soviética, asuntos financieros y patrimoniales y otros.
El congreso aprobó el Tratado de Brest-Litovsk entre la RSFS de Rusia y las potencias centrales, declaró la autonomía de la República Popular Ucraniana de los Sóviets como república federativa de la Rusia Soviética, así como la Ley sobre la socialización de la tierra adoptada por el 3er Congreso Panruso de los Soviets, "Sobre el sistema estatal ", decretos sobre jornada de 8 horas y control laboral, organización del Ejército Rojo Obrero-Campesino de Ucrania. La política del Rada Central Ucraniana en la resolución "Acerca del momento político" fue condenada solicitando la retirada de las Fuerzas Armadas de Austria y Alemania de Ucrania. Los participantes eligieron la nueva composición del Comité Ejecutivo Central de Ucrania de 102 miembros encabezados por Volodýmyr Zatonski .

### Segundo Congreso (Yekaterynoslav)
El Segundo Congreso Panucraniano de los Sóviets tuvo lugar en Yekaterynoslav entre el 17 y 19 de marzo de 1918, en el que la República Popular Ucraniana de los Sóviets agrupó todas las formaciones de los soviets en el territorio ucraniano, convirtiéndose en la República Soviética de Ucrania.

### Tercer Congreso  (Járkov)
En el Tercer Congreso Panucraniano de los Sóviets tuvo lugar en Járkov entre el 6 y 10 de marzo de 1919 el nombre de la República Soviética de Ucrania fue cambiado por el de República Socialista Soviética de Ucrania y fue adoptada su primera Constitución.

### Transformación
El Congreso dejó de existir a causa de la reforma constitucional de 1936-1937, cuando la los Congresos de los Sóviets, primero el de la Unión y luego los republicanos, fueron reemplazados por los Sóviets Supremos, con un método de elección de sufragio indirecto.

## Elección
El Congreso estaba formado por representantes de los ayuntamientos (sóviets) (1 delegado por cada 25.000 votantes) y los congresos del consejo provincial (óblasts) y autónomo republicano (1 diputado por cada 125 mil habitantes).

## Poderes
La jurisdicción exclusiva del Congreso consistió en:
- Elección del Comité Ejecutivo Central de Ucrania
- Aprobación de la Constitución de la República Socialista Soviética de Ucrania, así como de enmiendas a la misma.
- Aprobación de las modificaciones propuestas por el Comité Ejecutivo Central.
- Aprobación de las constituciones de las repúblicas autónomas de Ucrania.

En los demás temas, el Congreso de los Sóviets y el Comité Ejecutivo Central tenían la misma autoridad.

## Congresos
- I Congreso Panucraniano de los Sóviets (1917)
- II Congreso Panucraniano de los Sóviets (1918)
- III Congreso Panucraniano de los Sóviets (1919)
- IV Congreso Panucraniano de los Sóviets (1920)
- V Congreso Panucraniano de los Sóviets (1921)
- VI Congreso Panucraniano de los Sóviets (1921)
- VII Congreso Panucraniano de los Sóviets (1922)
- VIII Congreso Panucraniano de los Sóviets (1924)
- IX Congreso Panucraniano de los Sóviets (1925)
- X Congreso Panucraniano de los Sóviets (1927)
- XI Congreso Panucraniano de los Sóviets (1929)
- XII Congreso Panucraniano de los Sóviets (1931)
- XIII Congreso Panucraniano de los Sóviets (1935)
- XIV Congreso Panucraniano de los Sóviets (1937)